# Tschultscha
Die Tschultscha (russisch Чульча́) ist ein rechter Nebenfluss des Tschulyschman in der russischen Republik Altai.

## Flusslauf
Der 72 km lange Fluss hat seinen Ursprung im 4,6 km² großen Itykul-See im Altaigebirge. Einschließlich Quellflüssen beträgt die Gesamtflusslänge 109 km. Die Tschultscha durchfließt in westsüdwestlicher Richtung das Altai-Naturreservat und mündet von rechts kommend in den Tschulyschman. Die Tschultscha entwässert ein Gebiet von 2350 km² und weist einen mittleren Abfluss von 35,8 m³/s auf. Bei Flusskilometer 55 km trifft der Jachansoru linksseitig auf die Tschultscha. Knapp 8 km oberhalb ihrer Mündung in den Tschulyschman überwindet die Tschultscha die Utschar-Wasserfälle (⊙).